# Lijst van amfibieën in Haïti
Onderstaande lijst van amfibieën in Haïti bestaat uit een totaal van 55 in Haïti voorkomende soorten die allen behoren tot de ordes der kikkers (Anura). Deze lijst is ontleend aan de databank van Amphibian Species of the World

## Kikkers (Anura)

### Bufonidae
Orde: Anura. 
Familie: Bufonidae

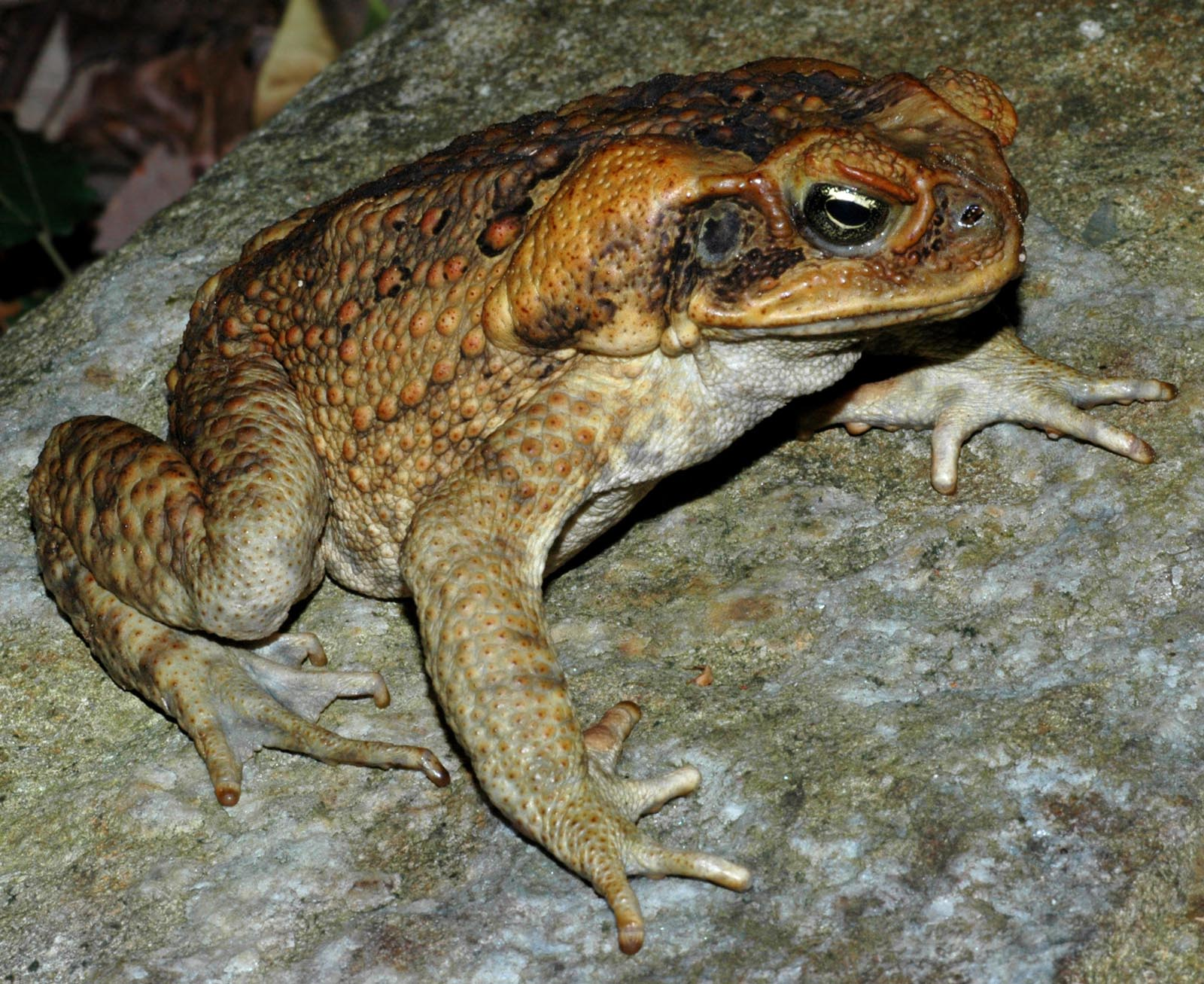
Rhinella marina

- Peltophryne guentheri (Cochran, 1941)
- Rhinella marina (Linnaeus, 1758)

### Eleutherodactylidae
Orde: Anura. 
Familie: Eleutherodactylidae
- Eleutherodactylus abbotti Cochran, 1923
- Eleutherodactylus alcoae Schwartz, 1971
- Eleutherodactylus amadeus Hedges, Thomas, & Franz, 1987
- Eleutherodactylus aporostegus Schwartz, 1965
- Eleutherodactylus apostates Schwartz, 1973
- Eleutherodactylus armstrongi Noble & Hassler, 1933
- Eleutherodactylus audanti Cochran, 1934
- Eleutherodactylus bakeri Cochran, 1935
- Eleutherodactylus brevirostris Shreve, 1936
- Eleutherodactylus caribe Hedges & Thomas, 1992
- Eleutherodactylus chlorophenax Schwartz, 1976
- Eleutherodactylus corona Hedges & Thomas, 1992
- Eleutherodactylus counouspeus Schwartz, 1964
- Eleutherodactylus darlingtoni Cochran, 1935
- Eleutherodactylus diplasius Schwartz, 1973
- Eleutherodactylus dolomedes Hedges & Thomas, 1992
- Eleutherodactylus eunaster Schwartz, 1973
- Eleutherodactylus fowleri Schwartz, 1973
- Eleutherodactylus furcyensis Shreve & Williams, 1963
- Eleutherodactylus glandulifer Cochran, 1935
- Eleutherodactylus glanduliferoides Shreve, 1936
- Eleutherodactylus glaphycompus Schwartz, 1973
- Eleutherodactylus grahami Schwartz, 1979
- Eleutherodactylus heminota Shreve & Williams, 1963
- Eleutherodactylus hypostenor Schwartz, 1965
- Eleutherodactylus inoptatus (Barbour, 1914)
- Eleutherodactylus jugans Cochran, 1937
- Eleutherodactylus lamprotes Schwartz, 1973
- Eleutherodactylus leoncei Shreve & Williams, 1963
- Eleutherodactylus limbensis Lynn, 1958
- Eleutherodactylus lucioi Schwartz, 1980
- Eleutherodactylus nortoni Schwartz, 1976
- Eleutherodactylus notidodes Schwartz, 1966
- Eleutherodactylus oxyrhyncus (Duméril & Bibron, 1841)
- Eleutherodactylus parabates Schwartz, 1964
- Eleutherodactylus parapelates Hedges & Thomas, 1987
- Eleutherodactylus paulsoni Schwartz, 1964
- Eleutherodactylus pictissimus Cochran, 1935
- Eleutherodactylus poolei Cochran, 1938
- Eleutherodactylus rhodesi Schwartz, 1980
- Eleutherodactylus ruthae Noble, 1923
- Eleutherodactylus schmidti Noble, 1923
- Eleutherodactylus sciagraphus Schwartz, 1973
- Eleutherodactylus semipalmatus Shreve, 1936
- Eleutherodactylus sommeri Schwartz, 1977
- Eleutherodactylus thorectes Hedges, 1988
- Eleutherodactylus ventrilineatus (Shreve, 1936)
- Eleutherodactylus warreni Schwartz, 1976
- Eleutherodactylus weinlandi Barbour, 1914
- Eleutherodactylus wetmorei Cochran, 1932

### Hylidae
Orde: Anura. 
Familie: Hylidae
- Hypsiboas heilprini (Noble, 1923)

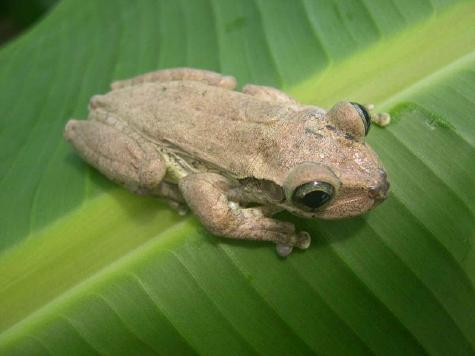
Osteopilus dominicensis

- Osteopilus dominicensis (Tschudi, 1838)
- Osteopilus pulchrilineatus (Cope, 1870)
- Osteopilus vastus (Cope, 1871)

### Ranidae
Orde: Anura. 
Familie: Ranidae

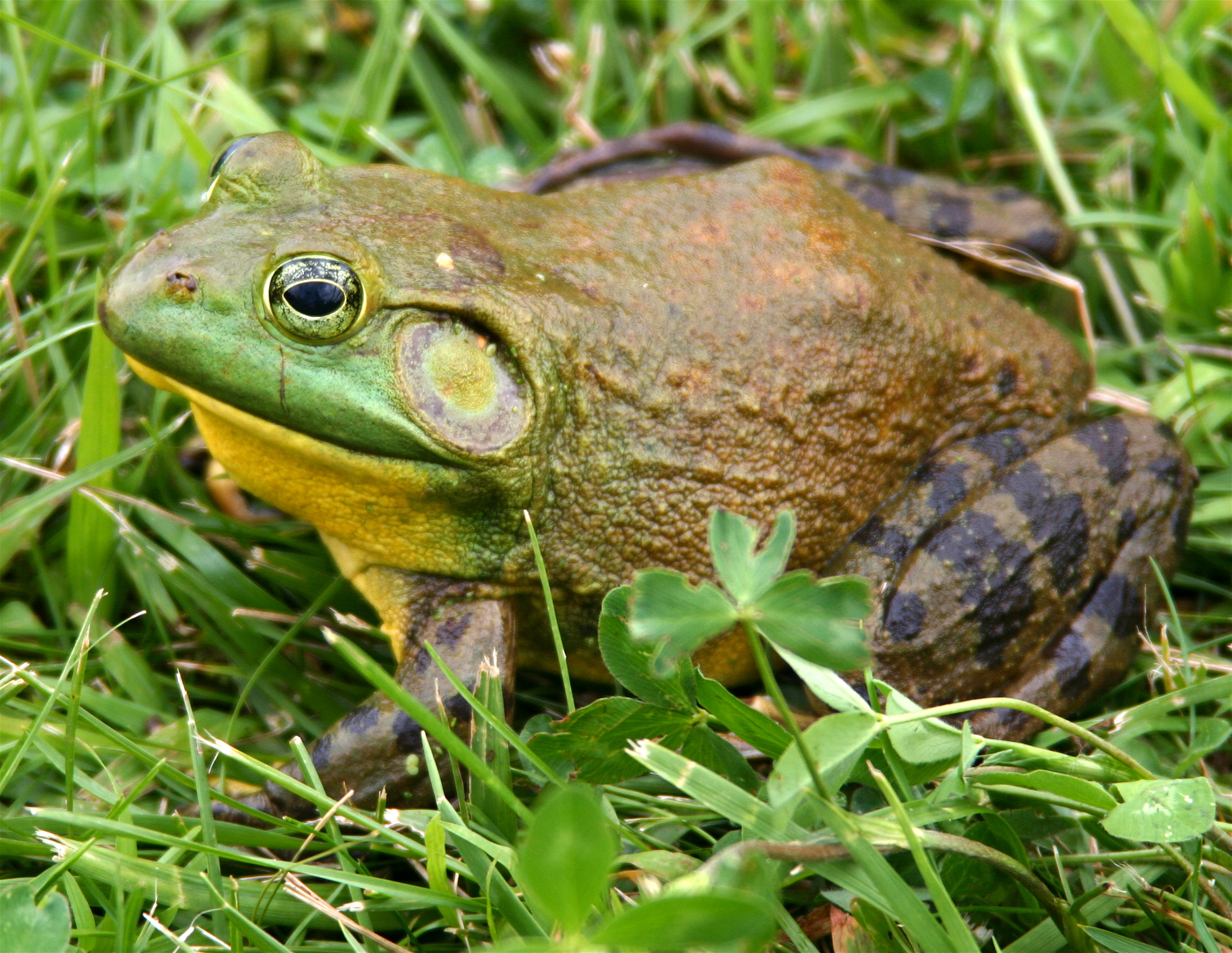
Lithobates catesbeianus

- Lithobates catesbeianus (Shaw, 1802)